# يوجينة أيلية
أوجينيا أيلية (الاسم العلمي:Eugenia cervina) هي نوع من النباتات تتبع جنس الأوجينيا من فصيلة الآسية.